# Lindau (Anhalt)
Lindau is een plaats en voormalige gemeente in de Duitse deelstaat Saksen-Anhalt, en maakt deel uit van de Landkreis Anhalt-Bitterfeld.
Lindau telt 1.148 inwoners.